# 심연수문학상
심연수문학상은 심연수선양사업위원회와 강원도민일보사가 27살의 나이로 일제에 의해 피살된 심연수 시인의 문학 혼을 기리기 위해 제정한 문학상이다.

### 역대 수상 작품
- 2007년 1회 이승훈[1]
- 2009년 3회 홍문표[2]
- 2010년 4회 허형만[3]
- 2011년 5회 유승우[4]

## 심연수 시문학상
- 2010년 1회 윤청남[5]